# Private Dancer
Private Dancer je peti studijski album američke pjevačice Tine Turner koji je označio prekretnicu u njenoj karijeri. Komercijalno izrazito uspješan, dobitnik je četiri Grammya. U cijelom svijetu je prodan u više od 20 milijuna primjeraka.

## Popis pjesama
1. "I Might Have Been Queen" - 4:10
2. "What's Love Got to Do with It" - 3:49
3. "Show Some Respect" - 3:18
4. "I Can't Stand the Rain" - 3:41
5. "Private Dancer" - 7:11
6. "Let's Stay Together" - 5:16
7. "Better Be Good to Me" - 5:10
8. "Steel Claw" - 3:48
9. "Help!" - 4:30
10. "1984" - 3:09

Dodatne pjesme na izdanju 1997.
1. "I Wrote a Letter" - 3:24
2. "Rock 'n Roll Widow" - 4:45
3. "Don't Rush the Good Things" - :46
4. "When I Was Young" - 3:11
5. "What's Love Got to Do with It" (Extended 12" Remix) - 5:48
6. "Better Be Good to Me" (Extended 12" Remix) - 7:03
7. "I Can't Stand the Rain" (Extended 12" Remix) - 5:45